# Borja López
Borja López Menéndez (Gijón, 2 februari 1994) is een Spaanse voetballer die bij voorkeur als centrale verdediger speelt. Hij verruilde in 2013 Sporting Gijón voor AS Monaco. Sinds 2016 speelt Borja López voor FC Barcelona B. In juni 2022 tekende hij een contract van drie seizoenen bij SV Zulte Waregem.

## Clubcarrière
López komt uit de jeugdopleiding van Sporting Gijón. Hij debuteerde op 1 november 2012 in het eerste elftal, tegen CA Osasuna in de Copa del Rey. Vijftien dagen later debuteerde hij in de Segunda División, tegen SD Ponferradina. In januari 2013 werd hij definitief bij het eerste elftal gehaald. Op 2 augustus 2013 tekende López een vierjarig contract bij AS Monaco, dat een bedrag van 2,2 miljoen voor hem betaalde. Hij kreeg bij AS Monaco het rugnummer 4. Na verhuurperiodes bij Rayo Vallecano (2014) en Deportivo La Coruña (2015), werd López in 2016 gecontracteerd door FC Barcelona voor het tweede elftal van de club. Op 30 november speelde López zijn eerste wedstrijd voor het eerste elftal van Barça tegen Hércules CF in de Copa del Rey. Hij was basisspeler.

## Interlandcarrière
Borja López kwam uit voor diverse Spaanse jeugdelftallen. Hij behaalde onder meer vier caps voor Spanje -20.
1 Astralaga ·
2 Trilli ·
4 Mbacke ·
5 Domínguez ·
6 Prim ·
7 Alarcón ·
8 Garrido ·
9 Percan ·
10 Unai ·
11 Barberà ·
12 Piera ·
13 Kochen ·
14 Kochen ·
16 Sánchez ·
17 López ·
18 Ureña ·
19 Dacosta ·
20 Fernández ·
21 Darvich ·
23 Olmedo ·
24 Cédric ·
32 Farré ·
39 Soma ·
41 Yaakobishvili ·
Coach: Milà
· Assistent-coach: Clavero